# Udoteaceae
Udotéacées
Famille
Les Udoteaceae (ou Udotéacées) sont une famille d'algues vertes de l'ordre des Bryopsidales.

## Étymologie
Le nom vient du genre type Udotea dont l'étymologie n'est pas claire ; le nom pourrait être la dérivation du latin udo, « humecter, mouiller », udus, « chargé d'eau, humecté ». Certains y voient une origine grecque ύδωρ / ydor, eau.

## Liste des genres
Selon AlgaeBase (29 avril 2013) :
- Boodleopsis A.Gepp & E.S.Gepp
- Botryodesmis Kraft
- Chlorodesmis Harvey & Bailey
- Coralliodendron Kützing
- Flabellia Reichenbach
- Penicillus Lamarck
- Poropsis Kützing
- Pseudochlorodesmis Børgesen
- Pseudopenicillus O.Dragastan & al.
- Rhipidosiphon Montagne
- Rhipiliella Kraft
- Rhipocephalus Kützing
- Siphonogramen I.A.Abbott & Huisman
- Tydemania Weber-van Bosse
- Udotea J.V.Lamouroux

Selon ITIS (29 avril 2013) :
- Avrainvillea J. Decaisne, 1842
- Chlorodesmis Harvey & Bailey, 1851
- Halimeda J. V. F. Lamouroux, 1812
- Penicillus J. B. de Lamarck, 1813
- Rhipilia Kutzing, 1858
- Rhipocephalus F. T. Kützing, 1843
- Udotea J. V. F. Lamouroux, 1812

Selon World Register of Marine Species (29 avril 2013) :
- Boodleopsis A.Gepp & E.S.Gepp, 1911
- Botryodesmis Kraft, 2007
- Chlorodesmis Harvey & Bailey, 1841
- Penicillus Lamarck, 1813
- Poropsis Kützing, 1856
- Pseudochlorodesmis Børgesen, 1925
- Pseudocodium Weber-van Bosse, 1896
- Pseudopenicillus O.Dragastan & al., 1997
- Rhipidosiphon Montagne, 1842
- Rhipiliella Kraft, 1986
- Rhipocephalus Kützing, 1843
- Siphonogramen I.A.Abbott & Huisman, 2004
- Tydemania Weber-van Bosse, 1901
- Udotea J.V.Lamouroux, 1812
- Espera Decaisne, 1842
- Nesaea J.V.Lamouroux, 1812